# Lixus punctiventris
Lixus punctiventris är en skalbaggsart som beskrevs av Karl Henrik Boheman 1836. Lixus punctiventris ingår i släktet Lixus, och familjen vivlar. Arten har ej påträffats i Sverige.